# Maurice Denis
Maurice Denis (n. 25 noiembrie 1870, Granville, Basse-Normandie, Franța – d. 13 noiembrie 1943, Paris, Île-de-France, Franța) a fost un pictor, decorator și gravor, teoretician și istoric al artei franceze, aparținând grupului de artiști cunoscuți sub numele "Les Nabis".

## Biografie
Maurice Denis s-a născut la 25 noiembrie 1870 la Granville, un oraș normand la malul Canalului Mânecii. Tatăl sau, Constant Denis, se stabilește nu departe de Paris, în orășelul Saint-Germain-en-Laye. După absolvirea liceului Condorcet din Paris, Denis frecventează Muzeul Louvre unde descoperă tablourile lui Fra Angelico, care îi marchează vocația de viitor pictor religios. Se înscrie la École de Beaux-Arts și, începând cu anul 1888, frecventează cursurile Academiei Julian. Aici întâlneste pe Paul Sérusier, împreună cu care pune bazele mișcării artistice Les Nabis. Datorită preocupării sale pentru teoria artei, Maurice Denis devine purtătorul de cuvânt al grupării. În 1892, la Salonul Independenților, prezintă un tablou enigmatic "Mystère des Pâques" semnat cu monograma "Maud", care adaugă operei un plus de mister.
În 1891, intră în contact cu Henry Lerolle care îi cumpără un tablou și îi comandă
și decorarea unui plafon. În anturajul lui Lerolle, pictorul întâlnește pe compozitorul Ernest Chausson, de la care primește comanda pentru decorarea a trei plafoane în locuința lui particulară de pe bulevardul Courcelles. Lerolle îl prezintă faimosului galerist Paul Durand-Ruel, care îi susține cariera artistică. În 1893 se căsătorește cu Marthe Meurier, care îi servește ca model în mai multe tablouri. La comanda lui Denys Cochin, termină în 1897 opera "La Légende de saint Hubert" pe șapte panouri. Treptat, Maurice Denis părăsește iconografia tradițională pentru simboluri cu caracter personal. Este puternic impresionat de poezia simbolistă și de poezia epică a Evului Mediu. În urma unei călătorii în Italia, în compania lui Ernest Chausson, pictează o serie de peisaje în care introduce și personaje simbolice, ca de ex. în tabloul "Figures dans un paysage de printemps" (1897). În Italia va reveni de mai multe ori.
Maurice Denis petrece cea mai mare parte a vieții sale în Saint-Germain-en-Laye. Aici își construiește în 1912 un atelier în clădirea unui vechi spital aparținând parohiei locale, care va primi denumirea Prieuré, transformat după dispariția artistului în Muzeul "Maurice Denis".
Războiul și moartea soției sale în 1919 îl fac să fie tot mai mult înclinat către o artă cu tematică religioasă creștină. Între 1908 și 1921 predă la Academia Ranson. O dată cu sfârșitul războiului, deja artist consacrat, participă la mai multe expoziții retrospective (Bienala din Veneția, 1922; Pavillon de Marsan la Paris, 1924).
Maurice Denis moare la 13 noiembrie 1943 în urma unui accident rutier.

## Galerie de imagini

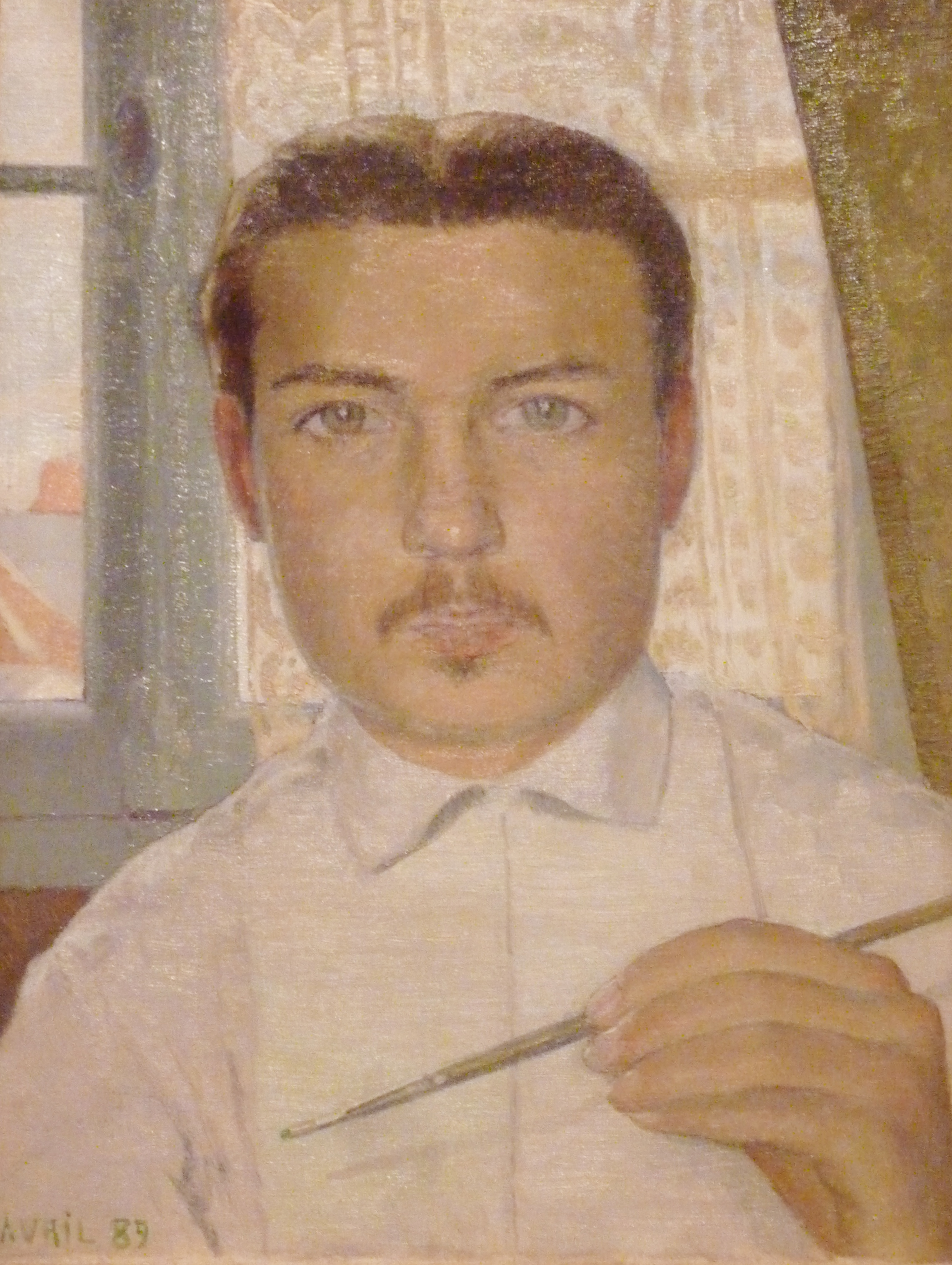
1889 — Portret al artistului la 18 ani
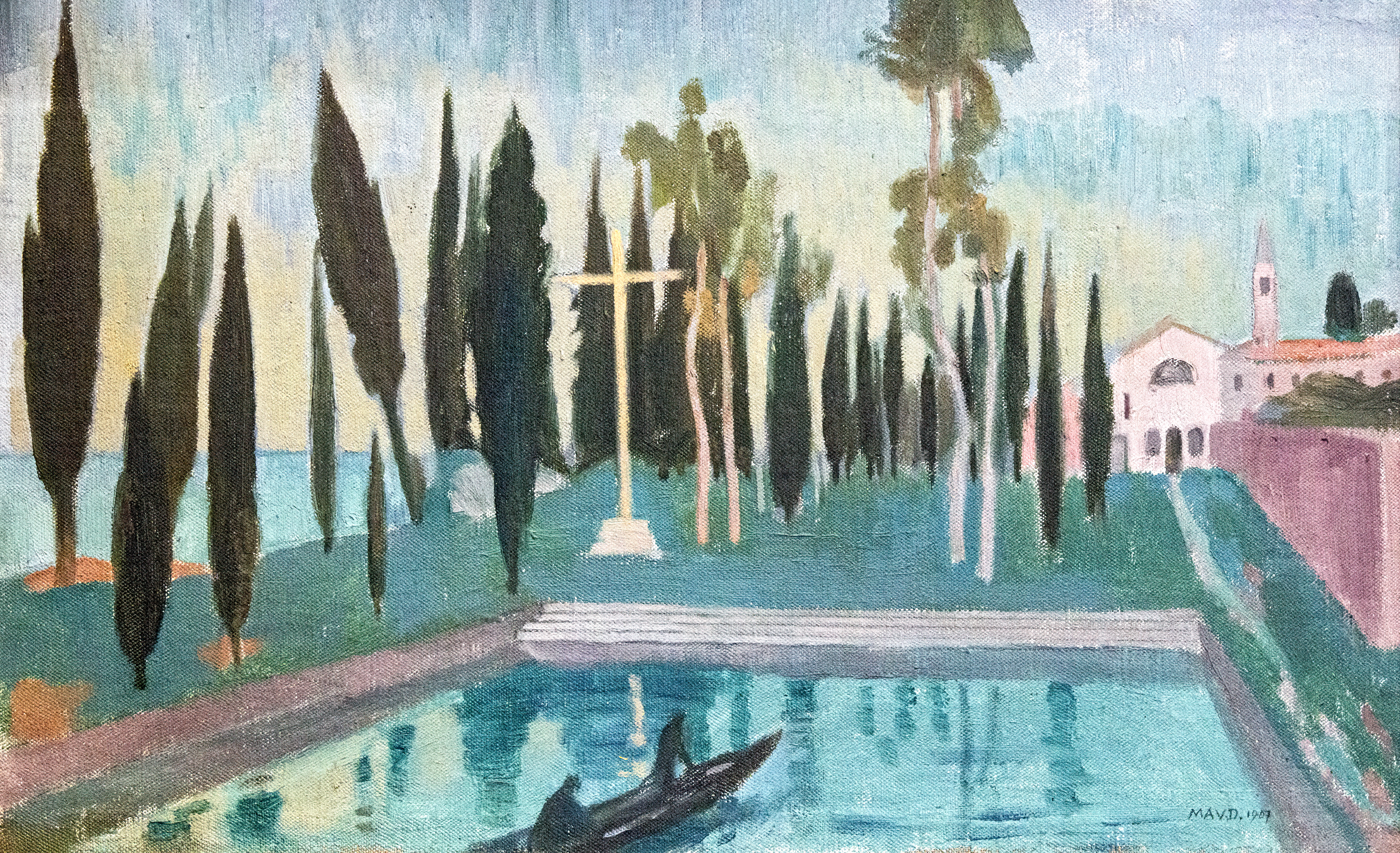
1907 — Saint-François-du-Désert (Albi)